# Польський ультиматум Литві

Карта територіальних суперечок Литви в 1939-1940 роках, де Віленський край виділено брунатним і жовтогарячим

Польський ультиматум Литві, висунутий 17 березня 1938 року, став кульмінацією напруженості у взаєминах між обома державами, що тривала упродовж усього міжвоєнного періоду. Причиною різкого загострення відносин послугував дрібний збройний інцидент, що трапився 11 березня 1938 року на кордоні Польщі з Литвою і в ході якого було вбито польського жовніра. Дана подія, яка збіглася у часі з анексією Австрії нацистською Німеччиною, викликала різке зростання антилитовських настроїв, у низці польських міст пройшли багатотисячні маніфестації. Польські урядові кола, користуючись міжнародною кризою для розв'язання давніх територіальних суперечок, спрямували уряду Литви ультиматум з вимогою про беззастережне встановлення дипломатичних відносин протягом 48 годин. Друга Річ Посполита заявила, що очікує лише позитивної відповіді без будь-яких винятків, у протилежному разі поляки залишали за собою можливість «власними засобами забезпечити законні інтереси своєї держави», тобто завуальовано погрожували війною.
Литовці усвідомлювали, що встановлення дипломатичних відносин означало де-факто відкликання претензій на Віленський край та їхню історичну столицю — Вільнюс. Апеляція до провідних країн світу, окрім формальних декларацій про засудження дій Польщі, не мала жодного наслідку. Отож невелика держава, яка фактично опинилася віч-на-віч перед лицем загрози власній незалежності, була вимушена 19 березня прийняти ультимативні вимоги. Сторони налагодили дипломатичні стосунки, здійснили обмін посольствами. Невдовзі було відновлено поштово-телеграфне й залізничне сполучення, та встановлені консульські відносини. Однак, Литва не погодилася визнати втрату Вільнюса де-юре. Упродовж 1939 року в польсько-литовських взаєминах окреслилася певна відлига і станом на початок Другої світової війни балтійська республіка залишалася суворо нейтральною державою.

## Вільнюський спір

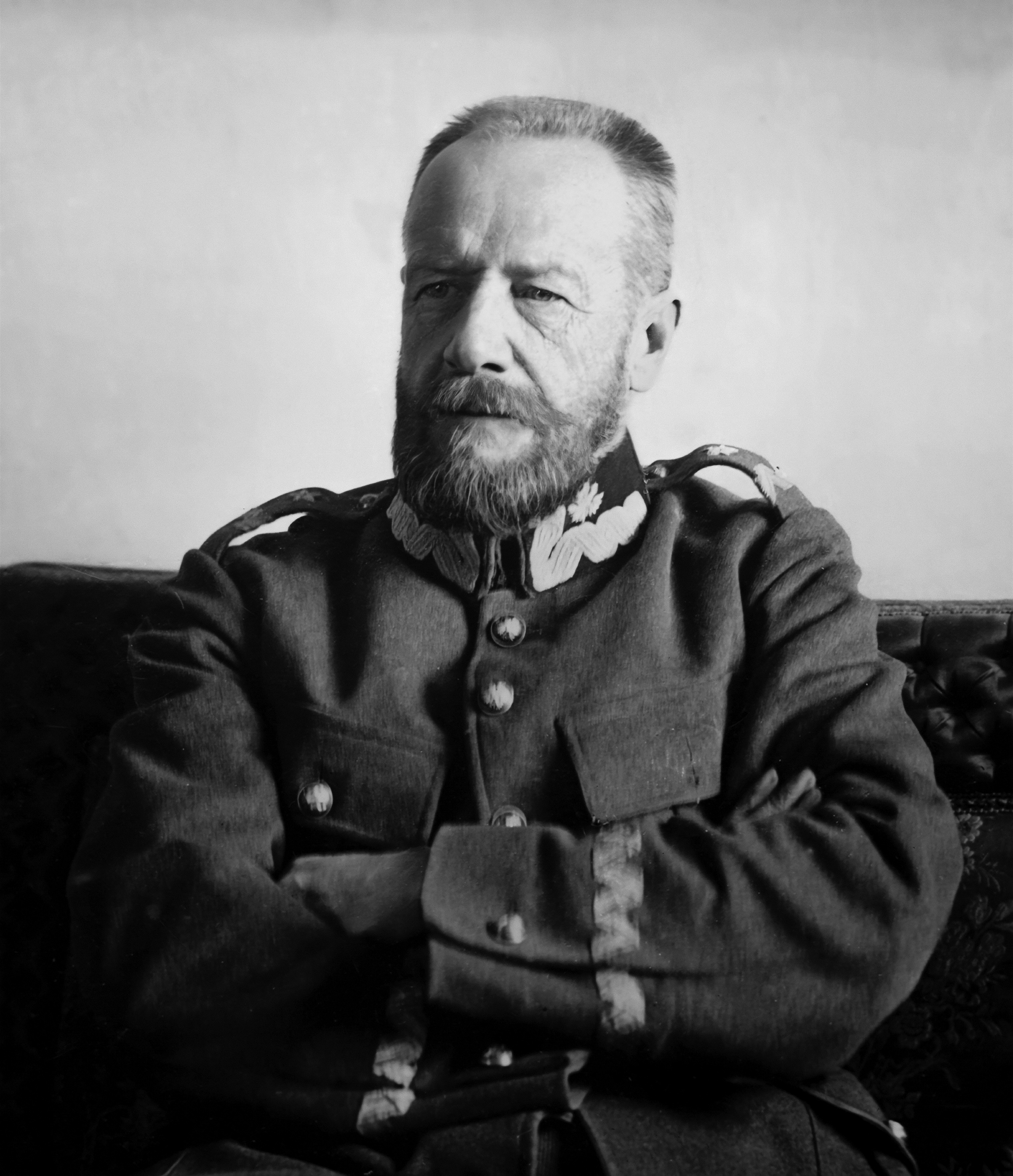
Люціан Желіговський

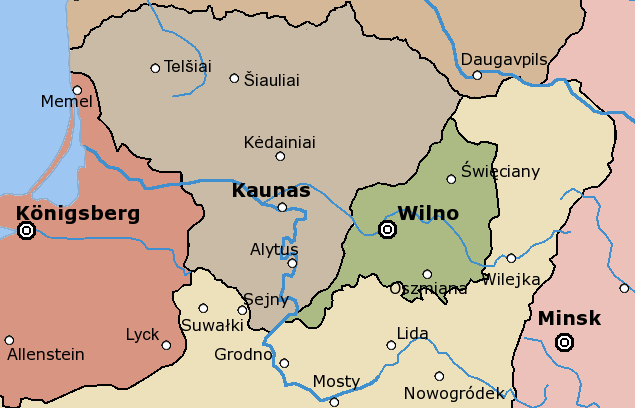
Мапа Серединної Литви

Литва розірвала свої дипломатичні зв'язки з Польщею після того, як у жовтні 1920 року польський генерал Люціан Желіговський влаштував бунт. Він вдерся на утримувану литовцями територію, захопив спірне місто Вільнюс і заснував короткочасну Республіку Серединної Литви — формально незалежну державу. Його дії мали справляти враження, що це нібито повстання місцевих мешканців, однак насправді все відбувалося у чіткій відповідності до вказівок Юзефа Пілсудського. Маріонеткове державне утворення проіснувало недовго і в 1922 році увійшло до складу Другої Речі Посполитої. Поляки обґрунтовували претензії на край етнічним складом населення. І справді, у демографічному відношенні Вільнюс (відомий полякам під назвою Вільно) залишався найменш литовським серед литовських міст. Його населення майже порівну ділили поляки та євреї, тоді як носії литовської мови становили близько 2-3 %, як за даними російського (1897), так і німецького (1916) переписів. Литва зажадала, аби польські війська відійшли за лінію, окреслену Сувальською угодою, тоді як Польща облудно трималася версії, що вона не уповноважувала Желіговського на такі дії.
Ліга Націй спробувала стати посередником у спорі, її керівник Поль Іманс запропонував конкретні ініціативи для створення федерації. Однак, обидві сторони виявились не схильними до компромісів і в січні 1922 року перемовини провалилися. У січні 1923 року литовські війська вступили у контрольовану союзниками Мемельську область і влаштували Клайпедський заколот. Литовська окупація Мемеля (Клайпеди) стала одним із головних чинників, які призвели до рішення Конференції послів про передачу Вільнюса Польщі в березні 1923 року.
Вирішення ситуації зависло в повітрі, обидві країни опинились у дивному стані «ні війни, ні миру», позаяк Литва уникала визнання будь-яких польських зазіхань на згадане місто й область, а також відмовлялася вчиняти будь-які дії, які б визнавали польську владу над Вільнюсом навіть де-факто. Литва розірвала всі дипломатичні відносини з сусідньою державою, наголошуючи на тому, що Вільнюс залишається її постійною столицею (Каунас визначався тільки як тимчасова). Польща своєю чергою відмовилася офіційно визнати існування будь-якого спору відносно згаданої області, оскільки б це надавало законності литовським претензіям. Країни розірвали залізничне та телеграфне сполучення, а поштова доставка стала вкрай ускладненою. Наприклад, аби надіслати лист із Польщі в Литву, потрібно було спершу доставити його в нейтральну країну, перепаковувати в новий конверт, видалити будь-які польські ознаки, і тільки потім переправити в Литву. Конфлікт навколо Вільнюса, цей постійний осередок напруженості, залишався найважливішим питанням зовнішньої політики в Литві, але він дедалі більше сходив на узбіччя міжнародної арени. Були невдалі неофіційні спроби нормалізувати ситуацію, найпомітніша з них — прем'єр-міністра Аугустінаса Вольдемараса у 1927—1928 роках та міністра закордонних справ Стасиса Лозорайтіса у 1934—1936 роках, який просив Смятону поновити дипломатичні відносини з Польщею. Обидві сторони вдавалися до емоційної й націоналістичної риторики.

## Обґрунтування

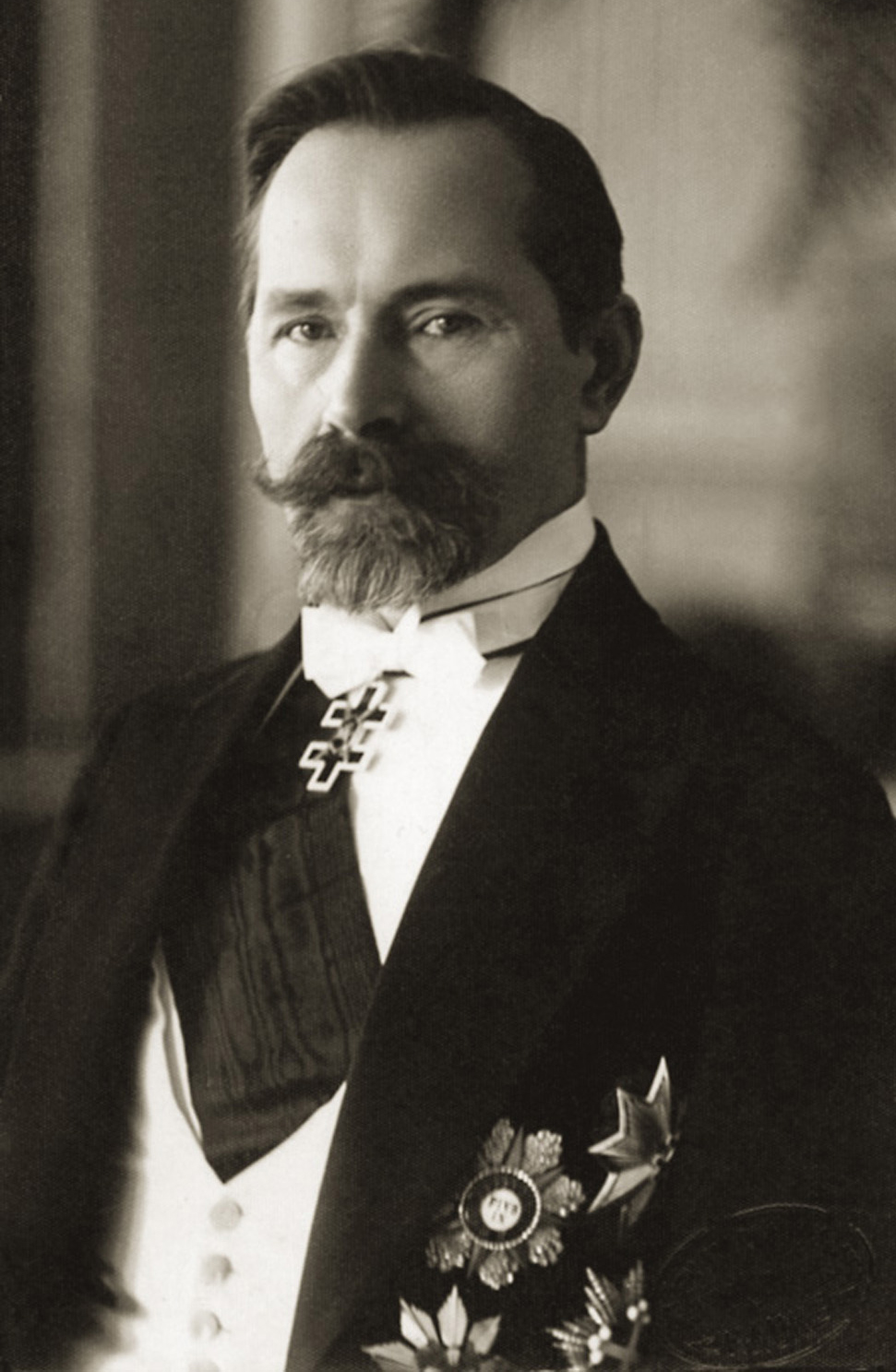
Антанас Смятона, перший і останній президент незалежної Литви у міжвоєнний час

11 березня, тобто за день до незаконного аншлюсу Австрії нацистською Німеччиною, на кордоні між Литвою і Польщею трапився збройний інцидент. На демаркаційній лінії в селі Траснінкай, що неподалік міста Меркіне, виявили тіло вбитого польського прикордонника Станіслава Серафіна (пол. Stanisław Serafin). Точні обставини його загибелі є доволі спірними, проте найбільша поширена версія наступна. Польський жовнір, патрулюючи прикордонну ділянку території, близько 5:00 ранку наткнувся на цивільних осіб, які намагалися перетнути міждержавну межу. Він спробував зупинити їх, однак внаслідок переслідування невідомих заблукав й випадково потрапив на територію Литви. Там польського жовніра помітив литовський прикордонник Юстас Лукошявічюс (лит. Justas Lukoševičius). Попередивши про це керівництво, останній одержав інструкцію затримати Серафіна. Спершу Лукошявічюс намагався мирно схопити жовніра, однак той, сховавшись у кущах, відкрив збройний вогонь. На допомогу литовцеві поспіли ще декілька прикордонників. Зав'язалася перестрілка, під час якої Серафін отримав 4 постріли, які виявилися смертельними. Поляка відвезли в Траснайкай, де він помер на ранок наступного дня. Литовці відмовилися допустити до нього польського лікаря, натомість литовський медик прибув занадто пізно.
Дослідники з обох країн висувають різні версії перебігу подій, називаючи смерть Серафіна або польською чи литовською провокацією, або звичайною випадковістю. Зрештою, протягом 1920-х і 1930-х років вже відбувалися подібні інциденти: не менше 7 литовських прикордонників були вбиті, а 13 зазнали поранень в ході 78 схожих випадків. Зазвичай такі казуси вирішувалися шляхом перемовин на місцевому рівні. Цього разу новина про прикордонну оказію вже 12 березня потрапила на шпальти польської преси, яка роздула її до рівня міждержавного скандалу. Варшавський тижневик Express Poranny звинуватив литовців у провокації, передбачаючи різку польську відповідь. Газета Kurjer Poranny взагалі опублікувала про перетинання литовцями кордону ще 10 березня, хоча попередньо обумовила, що не знає всіх обставин справи. Обидві газети, варто зауважити, належали Табору Національної Єдності (пол. Obóz Zjednoczenia Narodowego), проурядовій та мілітаристській партії. Існують свідчення, що її представники брали участь в масових протестах у  Варшаві, Вільнюсі та ще чотирьох містах, на яких демонстранти під лозунгами «Маршал Смігли, веди нас на Ковно» та «Хай живе унія Литви з Польщею!» закликали уряд до рішучих дій.
13 березня офіційна Варшава оприлюднила погрозливе комюніке, в якому Литву звинуватили в провокації та нагнітанні «ворожої атмосфери». На наступний день польський сенат звернувся до влади балтійської країни з вимогою про беззастережне встановлення дипломатичних відносин. Для Литви відновлення зв'язків автоматично призводило до визнання наявної де-факто лінії кордону двох країн, а це своєю чергою було рівноцінним відмові від будь-яких претензій на місто Вільнюс. Отримавши інформацію про те, що Польща здатна на крайні заходи, президент Антанас Смятона на перших порах погоджувався обговорити дипломатичні контакти, але майже в останню хвилину передумав. 14 березня литовське керівництво, діючи через представника Франції у Варшаві, запропонувало керівництву Другої Речі Посполитої відновити діяльність змішаної прикордонної комісії щодо розслідування збройного інциденту та прийняло низку заходів для запобігання подібного роду випадків у майбутньому. Втім, це була тільки часткова міра, яка Польщу явно не задовольняла. Розуміючи це, литовські дипломати звернулися до іноземних держав з проханням про міжнародну підтримку. Так, 14 лютого глава литовського МЗС Юозас Урбшіс повідомив про несприятливе для його країни становище спершу німецького посла в Каунасі Еріха Зехліна, а 16 лютого оповістив заступника міністра закордонних справ Німеччини Георга фон Маккензена (нім. Georg von Mackensen). Однак, їх відповідь була прохолодна: німецькі дипломати обмежились прийняттям інформації до відома.

## Первинна версія
Первинний варіант ультиматуму, розроблений Едвардом Ридз-Сміглим, прем'єр-міністром Феліціяном Славой-Складковським та дипломатом Яном Семемком містив шість пунктів:
| Ліві лапки | 1. Повне розслідування інциденту в Траснайкаї. | Праві лапки |

Первинний варіант був розроблений дипломатами без погодження голови польського МЗС Юзефа Бека, котрий перебував в Римі у рамках державного візиту.  Перебравшись 13 березня до італійського містечка Сорренто, Бек перервав вояж і повернувся назад в Польщу. 16 березня у приміщенні варшавського Королівського замку відбулось засідання уряду. Під час зустрічі з президентом, депутатами парламенту та представниками уряду Бек наполіг на тому, аби ультиматум містив лише вимогу встановлення дипломатичних відносин. На його думку, таке формулювання не порушувало би жодних інтересів Литви, забезпечило можливість мирного врегулювання конфлікту та пришвидшило б порозуміння між сторонами. 17 березня уряд погодився з пропозицією Бека: зміст ультиматуму пом'якшили і виразили у найбільш обережній формі.

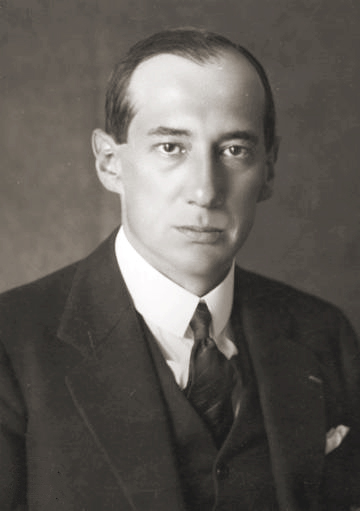
Юзеф Бек

За «миролюбністю» Бека стояв продуманий політичний розрахунок і власні погляди на майбутнє Східної Європи. Бувши прихильником створення спільного польсько-балтійсько-скандинавського блоку під домінуванням Варшави, Бек розглядав наявну в Європі політичну нестабільність вдалим моментом для вирішення балтійського питання. Загалом концепція Міжмор'я була не нова, свого часу її висловлював й Юзеф Пілсудський; польські політики і дипломати розглядали утворення такого союзу як необхідний захід для протидії німецькому та радянському тиску. Як зазначав польський посол у Берліні Юзеф Ліпський, ультиматум Литві «продиктований нашим бажанням захистити себе в цьому регіоні від Німеччини». Перетворення Литви на сателіта, як собі уявляли це у Варшаві, робило б неможливим входження країни в орбіту німецького впливу, а з іншого боку відпадала загроза політичного зближення з Москвою. Крім того, поляки розуміли, що висунення додаткових вимог литовській стороні могло викликати негативну реакцію як з боку Радянського Союзу, так і Франції й Великої Британії. Негативної реакції останніх керівництво Другої Речі Посполитої намагалось уникнути будь-яким чином.
Аби справити психологічний ефект та підсилити свої претензії Польща почала часткову мобілізацію своїх військ, до Вільно особисто прибув маршалок Едвард Ридз-Сміглий. Уздовж демаркаційної лінії поляки згуртували 4 армійські дивізії, тобто понад 50 000 повністю укомплектованих солдат. У випадку бойових дій їм могли протистояти лише 20 000 литовських вояків. Польські війська були посилені бронемашинами; також до Вільно оперативно перевели 2 бомбардувальні полки ВПС, що разом налічували близько 100 повітряних суден. Польський флот вільно себе почував і в прилеглих до Литви водах Балтійського моря.

## Ультиматум
Остаточний текст ультиматуму, розроблений Юзефом Беком та доставлений через посланника Вацлава Пжемиського в Талліні литовському дипломату Броніусу Дайліде (1892-1981), містив 4 пункти. Візит польського посла тривав не більше 10 хвилин. Литовський дипломат двічі перечитав текст. На питання Дайліде, чи означатиме відмова від ультиматуму початок військових дій, Пжемиський ухилився від відповіді, мовляв, він не має повноважень робити будь-які пояснення чи тлумачення.
|  | За наказом мого уряду маю честь повідомити Вашій Високоповажності наступне: 1. Пропозиція литовського уряду від 14 березня є неприйнятною, оскільки вона не дає достатніх гарантій безпеки на кордоні, особливо після негативного результату всіх попередніх спроб польсько-литовських переговорів. 2. Виходячи з цього, польський уряд вважає, що єдиним рішенням, яке відповідає всій серйозності ситуації, є негайне встановлення нормальних дипломатичних відносин без жодних conditions préalables. Це єдиний спосіб врегулювання сусідських відносин кожним урядом, що сповнений доброю волею уникнути небезпечних подій для миру. 3. Польський уряд залишає литовській владі 48 годин з моменту вручення даної ноти для прийняття пропозиції. Згідно з нею акредитація дипломатичних представництв в Каунасі і Варшаві повинна відбутися не пізніше 31 березня цього року. До цього часу будь-які технічні або інші угоди між урядами Польщі та Литви будуть здійснюватися відповідними послами в Таллінні. Обмін прикріпленими заявами про встановлення дипломатичних відносин повинен відбутися до закінчення зазначеного 48-годинного періоду в Таллінні між тамтешніми польськими та литовськими представниками. 4. Вищезазначена пропозиція не може бути предметом обговорень ні щодо змісту, ні стосовно її форми — це незмінна пропозиція. Відсутність відповіді, будь-які доповнення чи застереження розглядатимуться польським урядом як відмова. У негативному випадку польський уряд власними засобами забезпечить законні інтереси своєї держави. Оригінальний текст (пол.) [Z polecenia mego Rządu mam zaszczyt zakomunikować Waszej Ekscelencji co następuje: I. Propozycja Rządu Litewskiego z dnia 14 bieżącego miesiąca nie może być przyjęta, gdyż nie daje dostatecznej gwarancji bezpieczeństwa na granicy, zwłaszcza po ujemnym wyniku wszelkich dotychczasowych prób negocjacji polsko-litewskich. II. Wobec tego Rząd Polski oświadcza, że za jedyne załatwienie, odpowiadające powadze sytuacji uważa natychmiastowe nawiązanie normalnych stosunków dyplomatycznych, bez żadnych conditions préalables. Jest to jedyna droga do uregulowania spraw sąsiedzkich dla każdego Rządu, ożywionego rzeczywiście dobrą wolą uniknięcia wydarzeń niebezpiecznych dla pokoju. III. Rząd Polski pozostawia Rządowi Litewskiemu 48 godzin, licząc od chwili wręczenia niniejszej noty, dla przyjęcia powyższej propozycji z tym, że akredytowanie przedstawicieli dyplomatycznych w Kownie i w Warszawie nie mogłoby nastąpić później niż do dnia 31 marca bieżącego roku. Do tego czasu wszelkie porozumienia techniczne czy inne między Rządem Polskim i Litewskim byłyby prowadzone przez odnośnych Posłów w Tallinie. Wymiana załączonych not co do nawiązania stosunków dyplomatycznych miałaby nastąpić przed upływem wspomnianego terminu 48 godzin, w Tallinie między tamtejszymi Posłami polskim i litewskim. IV. Powyższa propozycja nie może być przedmiotem dyskusji ani co do treści ani co do form – jest propozycją ne varietur. Brak odpowiedzi lub jakiekolwiek dodatki czy zastrzeżenia będą przez Rząd Polski uważane za odmowę. W tym negatywnym wypadku Rząd Polski własnymi środkami zabezpieczy słuszne interesy swego Państwa.] Помилка: {{Lang}}: текст вже має курсивний шрифт (допомога) |

Ультиматум також містив додаток: проєкт відповіді, в якій йшлося про те, що Литва погоджується встановити регулярні дипломатичні відносини, відправити до Варшави договір і гарантувати нормальні умови для роботи польської місії в Каунасі.

## Міжнародна реакція

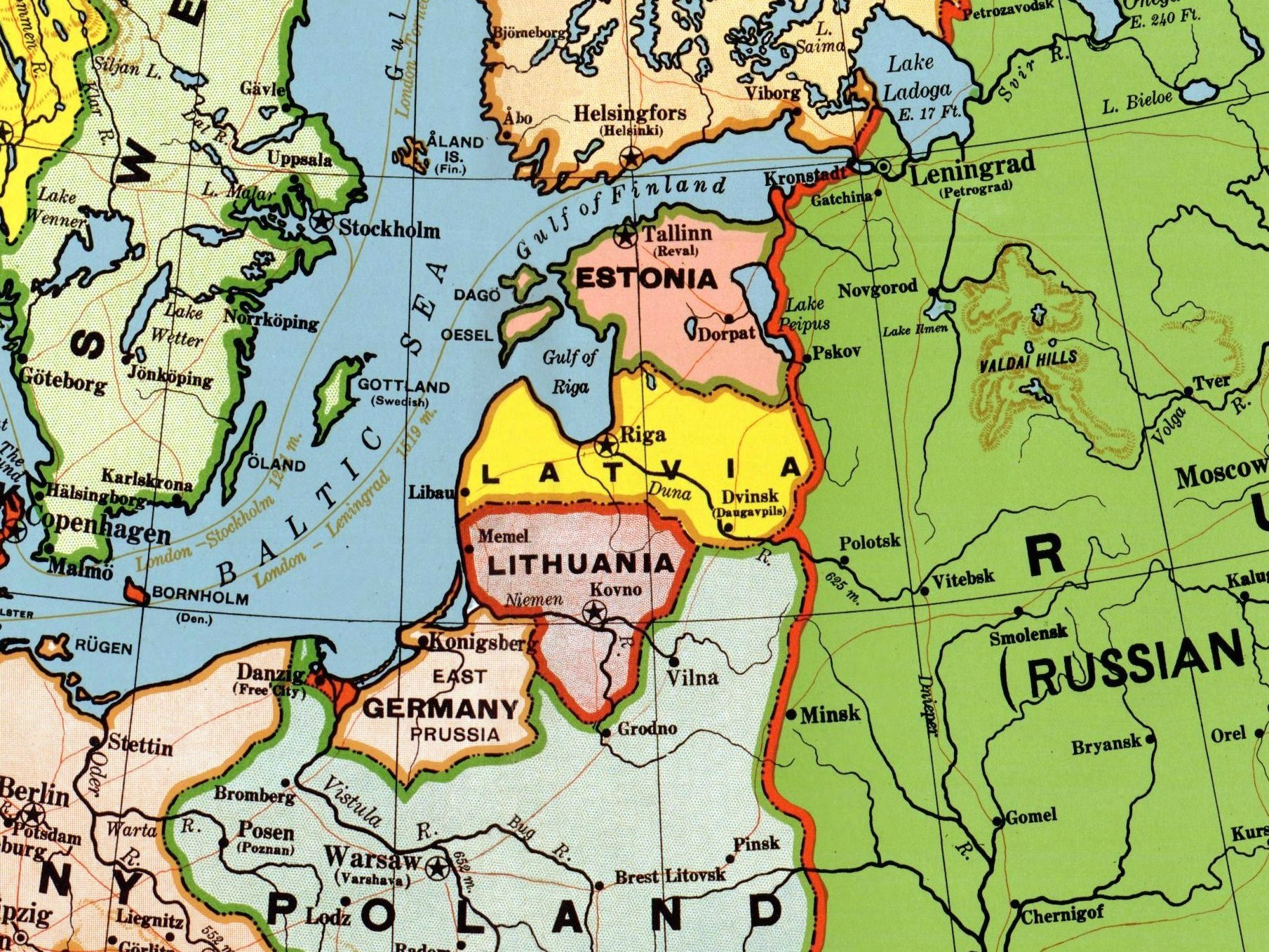
Держави Балтії та сусідні країни

Радянська Росія, яка ще в 1920 році підписала і ратифікувала договір з литовською стороною, протягом всього міжвоєнного періоду послідовно підтримувала претензії Литви на Вільнюський регіон. У ситуації, що склалась в 1938 році, Радянський Союз також зайняв пролитовську позицію, висловивши зацікавленість у збереженні самостійності даної балтійської країни і пригрозив розірванням радянсько-польського пакту про ненапад від 1932 року. Водночас, керівництво СРСР дало чітко зрозуміти, що не має намірів втягувати власну державу в збройний конфлікт і порадило литовцям «поступитися насильству», оскільки «міжнародна громадськість не зрозуміє литовської відмови». Така позиція пояснювалась наявною загрозою з боку Японії, а збройна допомога Литві і відповідно введення Червоної армії могли призвести до військового конфлікту на двох фронтах.
Радянська сторона закликала Францію, головного союзника Польщі, втрутитись в конфлікт з метою деескалації й добитись пом'якшення вимог ультиматуму. Так, міністр закордонних справ Французької республіки Жозеф Поль-Бонкур зажадав від Польщі відмовитися від своїх вимог або принаймні піти на поступки у питанні дати. Така реакція викликала шквал обурення в польських дипломатичних колах. Втім, Франція, висловивши критику, не стала вживати яких-небудь додаткових заходів. Як і Велику Британію, країну більше турбував проведений напередодні аншлюс Австрії. Тому апеляція Литви до провідних держав світу, окрім формальних декларацій з критикою дій Другої Речі Посполитої, не мала жодного наслідку. Навіть більше, західноєвропейські країни натиснули на Литву, аби та якомога швидше нормалізувала свої відносини з Польщею. Західні держави побоювались, що дана акція була скоординована з керівництвом нацистської Німеччини. Гітлер не приховував свої претензії на Клайпедський край (відомий німцям як Мемельленд), який перейшов до Литви за результатами Першої світової війни у 1923 році. Навесні 1938 фюрер особисто заявив, що контроль над портовим містом та його околицями є одним із його найвищих пріоритетів, який поступається хіба що захопленню Судетської області. Коли у березні Польща пред'явила свій ультиматум, Німеччина відкрито заявила, що у випадку збройного зіткнення між країнами, її армія вторгнеться в балтійську республіку, захопить Клайпеду і більшу частину західної Литви. Польський посол Німеччині Юзеф Ліпський (пол. Józef Lipski) був проінформований про ці плани, поляки погодилися співпрацювати з німецькими військами і поважати інтереси Рейху у разі виникнення військового протистояння.
Литовський уряд, розуміючи хиткість свого становища, наполегливо намагався знайти підтримку і з боку суміжних балтійських держав: Латвії та Естонії. 1934 року дані країни підписали пакт про співробітництво, утворивши, таким чином, Балтійську Антанту. На міждержавний союз покладались завдання координації спільної зовнішньої політики та взаємної дипломатичної підтримки на міжнародній арені. Втім, також слід зазначити, що це не був військовий альянс. Конфлікт, що спалахнув щодо Вільнюського регіону, інші 2 держави Балтійської Антанти сприйняли як такий, що вийшов за рамки укладених між ними угод. Латвія та Естонія у прийнятих ними резолюціях зазначили, що ускладнення взаємин між Польщею та Литвою є небажаним й згубним для стабільності в регіоні та порадили останній налагодити дипломатичні відносини. Латвія навіть спробувала переконати естонське керівництво, аби те натиснуло на литовців з метою якнайшвидшого прийняття ультиматуму. Подібна реакція від союзників стала повною несподіванкою.

## Литовська реакція
Литва, залишившись без жодної міжнародної підтримки, опинилася віч-на-віч із польською загрозою. Пізно ввечері 18 березня президент Смятона скликав у своїй резиденції надзвичайне розширене урядове засідання, яке тривало всю ніч. На порядок денний останнього винесли тільки єдиний пункт. Думки високопосадовців щодо прийняття ультиматуму розділились. Міністри сільського господарства та комунікацій Путвінскас та Станішаускас виступили проти, вимагаючи сатисфакції. Очільник зовнішньополітичного відомства Статис Лозорайтіс, навпаки, висловився за прийняття польських вимог.
Саме литовське суспільство категорично відкидало ідею йти на поступки. Покоління, виховане на гаслі «Ми без Вільнюса не будемо знати спокою!» (лит. Mes be Vilniaus nenurimsim), було готове на будь-які випробування задля повернення історичної столиці. Литовська приналежність Вільнюса широко підтримувалася різноманітними кампаніями упродовж всього міжвоєнного періоду. Так, 9 жовтня, тобто дата вторгнення Желіговського в Литву, щорічно відзначалося як «День жалоби». Найбільшою громадською організацією стала Ліга визволення Вільнюса (лит. Vilniaus vadavimo sąjunga або VVS), що налічувала близько 25 000 членів та 600000 прибічників. Патріотична тематика не оминала й літератури: поверненню «Священного граду» присвячена частина віршів поета й драматурга Петраса Вайчюнаса. Будь-який уряд, що наважувався йти на компроміс з поляками, наражався на значні політичні ризики. Так, спроба кабінету Міколаса Сляжявічуса відкрити 80 польських шкіл став одним із чинників, що зрештою призвів до військового перевороту 1926 року.
Антанас Смятона опинився під тиском і з боку націоналістичних організацій, які в надісланому меморандумі закликали кабінет міністрів не йти на поступки. Втім, вирішальною стала позиція командувача литовської армії Статіса Раштікіса, який користувався авторитетом як серед військових, так і цивільних високопосадовців. Генерал зазначив, що армія буде боротися, якщо дадуть відповідний наказ. Але разом з тим він зауважив, що не плекає жодних ілюзій стосовно результату такої боротьби, тому виступає за мирне вирішення наявної ситуації. Рішення уряду було підтверджене на засіданні Сейму, яке пройшло з мінімальним обговоренням. 19 березня міністерство закордонних справ зв'язалося з дипломатом у Таллінні Броніусом Дайліде і доручило здійснити обмін нотами з послом Пжемиським, що й було зроблено.

## Наслідки

Запропонований (зліва) та дійсний (справа) план поділу Східної Європи відповідно до Пакту Молотова-Ріббентропа

Загострення польсько-литовських взаємин відбувалося на тлі загальної атмосфери напруженості на континенті. Дане питання певною мірою відвернуло увагу міжнародної спільноти від німецького аншлюсу, а також засвідчило рішучість радянської сторони відстоювати власні інтереси в Східній Європі. У Литві та за кордоном стали висловлюватись думки, що встановлення дипломатичних відносин є не єдиною метою офіційної Варшави, поширились спекуляції на тему можливої війни між країнами. До прикладу, литовський дипломат Юрґіс Балтрушайтіс (лит. Jurgis Baltrušaitis) остерігався, що за даними претензіями можуть піти більш далекосяжні вимоги, які тільки погіршать суверенітет держави. Серед низки політиків з'явилися побоювання, що Польща прагне відродити нову Річ Посполиту, використовуючи німецьку анексію Австрії як прецедент. Польська сторона заперечила подібні хвилювання, оголосивши, що її політика спрямована на створення нейтрального блоку країн для протидії фашизму та комунізму. До його складу повинні були б увійти балтійські держави, власне Польща та Румунія. Окрім того, польський уряд запевнив, що не має намірів приєднувати литовські території та наголосив, що згаданий альянс буде сформований на основі рівноправних двосторонніх економічних угод та спільного договору про ненапад. Як опублікувало видання The New York Times, ультиматум справив суттєвий вплив на Уолл-стріт: 17 березня ринки іноземної валюти та облігацій суттєво впали, а в деяких випадках досягли найнижчих показників, які спостерігалися за декілька років. 19 березня, тобто після прийняття Литвою польських вимог, ринки відновили попередній рівень.
Прийняття ультиматуму болюче вдарило по національній гордості й гонору литовців та стало причиною державної кризи. 24 березня прем'єр-міністр Юозас Тубяліс, який займав безкомпромісні позиції стосовно Віленського краю і під час загострення відносин проходив лікування в Швейцарії, пішов у відставку. Його наступником став інший президентський соратник Владас Міронас, що вирізнявся більш поміркованими поглядами і схилявся до нормалізації відносин з Польщею. Попри посилення тиску, метою якого ставилось формування більш широкої урядової коаліції, посади у новому кабінеті вкотре зайняли представники Союзу литовських націоналістів (відомі як таутінінки). Однак, становище даної партії, яка зазнала серйозних репутаційних втрат, стало доволі хитким. На очах стрімко впав і авторитет президента Антанаса Смятони. Дійшло до того, що навіть офіційна преса дозволила собі критику «вождя нації» за прояв боягузтва та слабкості. Хоча литовський уряд продовжив діяти так, ніби нічого серйозного і не трапилося, в дійсності державна криза зміцнила ряди супротивників Смятони. Опозиційні християнські демократи та ляудініки сформували «вісь» та почали обговорення спільної платформи; згодом до них долучилися й ультранаціоналісти Вольдемараса. У Польщі прийняття ультиматуму навпаки зустріли з широким ентузіазмом, дана подія підносилася владою як «велика безкровна перемога», а з її нагоди у Вільно пройшов урочистий військовий марш.
Одним із пунктів польського ультиматуму зазначався обмін посольствами. Так, литовський дипломат Казис Шкірпа вирушив до Варшави, а польський посол Францішек Харват (пол. Franciszek Charwat) 31 березня прибув до Каунаса. Переговори з практичних питань почалися ще 25 березня в Августові, до червня 1938 року були укладені три угоди відносно телеграфного і залізничного сполучення, поштової служби і річкового судноплавства. Залізниця, розірвана ділянкою кордону довжиною у декілька кілометрів, була відремонтована. У Вевісі почав роботу митний пост, а в Клайпеді і Вільнюсі відкрилися консульства. Литовцям довелось викреслити 9 жовтня з національного календаря та розпустити патріотичний «Союз визволення Вільнюса». Втім, Литва, розглядаючи такий крок як тактичний хід, не стала відмовлятись від історичної столиці де-юре. Переглянутий у травні 1938 року Основний закон повторював тезис попередніх конституцій, які закріплювали Вільнюс постійною столицею, а Каунас — тільки тимчасовою. У той же час Польща продовжила політику утисків литовських організацій на власній території.

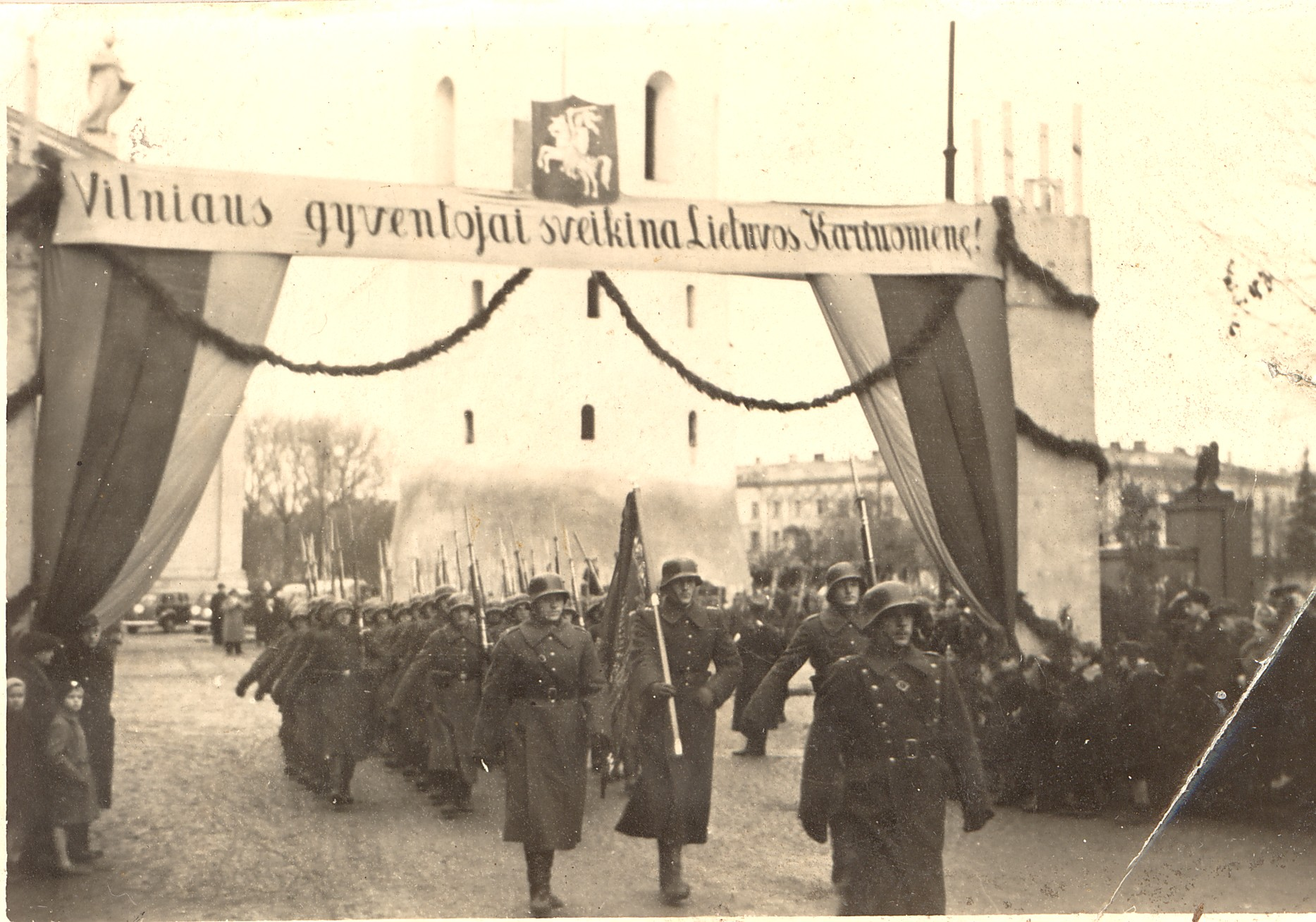
Святкування з нагоди повернення Вільнюса до складу Литви, 1939

Відлига у польсько-литовських відносинах почалася навесні 1939 року. Окупація Чехословаччини та клайпедська криза засвідчили подальше зростання напруженості в Європі, тому Польща намагалась заручитись допомогою або, принаймні, нейтралітетом свого балтійського сусіда у випадку війни з нацистською Німеччиною. Примирення країн ознаменувались гучними двосторонніми візитами литовського генерала Статіса Раштікіса й міністра закордонних справ Польщі Юзефа Бека. Польща зробила кроки у сторону покращення становища литовської меншини у Вільнюському регіоні. Однак, керівництво балтійської республіки не вірило, що Польща та її західні союзники достатньо потужні, аби протистояти Третьому Рейху і Радянському Союзу.
1 вересня 1939 року нацистська Німеччина напала на Польщу, а 17 вересня, виконуючи таємний протокол Пакту Молотова — Ріббентропа, східний кордон Другої Речі Посполитої перейшла Червона армія. Литва стримала свою обіцянку і залишилася суворо нейтральною, попри привабливі німецькі пропозиції про повернення Вільнюса. Незабаром країна дала притулок для 35 000 польських цивільних біженців та інтернувала біля 15 000 польських вояків. Потрапивши у радянську сферу впливу, Литва під тиском Сталіна погодилась підписати договір про передачу Вільнюса та угоду про взаємодопомогу в обмін на розміщення на її території військових баз СРСР. Наприкінці жовтня до колишньої великокнязівської столиці вступили підрозділи литовської армії. Однак, радість співвітчизників виявилась недовгою: вже у червні 1940 року Литва була анексована Радянським Союзом, а влітку 1941 стала жертвою нацистської окупації.